# Renthendorf
Renthendorf est une commune allemande de l'arrondissement de Saale-Holzland, Land de Thuringe.

## Géographie
Renthendorf comprend aussi le quartier de Hellborn.
| Kleinebersdorf     | Eineborn    | Tautendorf       |
| Karlsdorf/Weißbach | Silbitz     | Münchenbernsdorf |
| Triptis            | Schwarzbach | Lederhose        |

## Histoire
Renthendorf est mentionné pour la première fois en 1358. 
Le 7 mai 1990, Hellborn fusionne avec la commune.

## Personnalités liées à la commune
- Christian Ludwig Brehm (1787–1864), pasteur et ornithologue.
- Alfred Edmund Brehm  (1829–1884), son fils, zoologue.

## Source de la traduction
- (de) Cet article est partiellement ou en totalité issu de l’article de Wikipédia en allemand intitulé « Renthendorf » (voir la liste des auteurs).